# فيكتور جوميز
فيكتور ميغيل دي فريتاس غوميز (بالبرتغالية: Victor Miguel de Freitas Gomes‏)، من مواليد 15 ديسمبر 1982 في جوهانسبرغ، حكم كرة قدم جنوب أفريقي من أصل برتغالي.
حصل على الشارة الدولية عام 2011.